# 2008 HJ
2008 HJ は、アポロ群に属する小惑星の1つで、太陽系内で初めて発見された自転周期が1分以内の天体である。

## 軌道の性質
2008 HJは、2008年4月24日にLINEARで発見された。5日後の4月29日に、イギリスのアマチュア天文家リチャード・マイルズがオーストラリアにあるサイディング・スプリング天文台のフォークス南望遠鏡を遠隔操作して行なった観測によって、2008 HJ の明るさが42.66秒ごとに変化することを発見した。これは、2008 HJ が42.66秒周期で自転することを示しており、当時知られていた太陽系の天体の中では最速である。これ以前に確認されていた最速の自転周期は 2000 DO8の78秒であり、2008 HJ はそれより40%以上も短く、1分以内に自転するものとしては太陽系内で初めての発見であった。のちに、この最速記録は 2010 WA の31秒に抜かれる事になる。
2008 HJ は地球近傍小惑星でもある。自転周期の観測が行われたのは地球への最接近時で、地球から107万kmのところを通過している。ちなみにこのときには月がより接近しており、地球への最接近からほぼ8時間後、月から87万kmのところを通過している。2008 HJ の軌道は、近日点が地球軌道とほぼ一致しており、遠日点が火星軌道を超えて小惑星帯の内側にある。公転周期は約2年、761日であるが、2008 HJの自転周期を基準にすれば154万日以上経過していることになる。

## 物理的性質
2008 HJ は24メートル×12メートルと極めて小さな天体である。自転周期は20メートル級の天体の自転周期の理論値と完全に一致しており、数十メートル級の天体には自転周期が1分以内のものがまだ多くあると考えられる。質量は5000トンを超えると見られている。